# Pokémon: Diamond and Pearl-afsnit
Pokémon: Diamond and Pearl er den tiende sæson af Pokémon og den første del af Pokémon Serien: Diamond and Pearl, en japansk anime-TV-serie, kendt i Japan under navnet Pocket Monsters Diamond & Pearl (ポケットモンスター ダイヤモンド&パール Poketto Monsutā Daiyamondo & Pāru). Den blev oprindeligt sendt i Japan på TV Tokyo fra den 28. september 2006 til den 25. oktober 2007, og senere i Danmark på TV 2 fra den 23. februar 2008 til den 6. september 2008. Den danske versionering er lavet af Dubberman og er baseret på den amerikanske udgave, som er produceret af The Pokémon Company.
Denne sæson omhandler den tiårige Pokémontræner Ash Ketchum (spillet af Mathias Klenske på dansk og af Rika Matsumoto på japansk) og hans elektriske partner-Pokémon Pikachus (spillet af Ikue Ōtani) eventyr, som de samler Styrkecenter-emblemer i den fiktive Sinnoh-region, så de kan deltage i det lokale Pokémonliga-stævne. Sammen med dem rejser de med Brock, som var tidligere Pewter Citys Styrkecenterleder og den unge Pokémonkoordinator Dawn, som hun deltager i Pokémonkonkurrencer for at vinde Bånd, så hun kan deltage i Sinnoh-regionens Grand Festival-turneringen.
Den japanske intro, fremført af Fumie Akiyoshi, hedder "Together". Den danske intro hedder "Diamond and Pearl", er baseret på den engelske intro af "Breeze" Barczynski af samme navn.

## Afsnit
| Nr. i serie | Nr. i sæson | Dansk titel Japansk titel | Japansk visning    | Dansk visning        |
| ----------- | ----------- | --- | ------------------ | -------------------- |
| 469         | 01          | "Afsted på jomfrurejse!" "Tabidachi! Futaba Taun Kara Masago Taun e!!" (旅立ち！フタバタウンからマサゴタウンへ！！)                    | 28. september 2006 | 23. februar 2008     |
| 470         | 02          | "To grader af adskillelse!" "Pikachū o Sagase! 202-ban Dōro!" (ピカチュウをさがせ！202番道路！)                                        | 28. september 2006 | 1. marts 2008        |
| 471         | 03          | "Når Pokémon-verdner støder sammen!" "Raibaru Batoru! San Tai San!!" (ライバルバトル！三対三！！)                                      | 28. september 2006 | 1. marts 2008        |
| 472         | 04          | "En ny æra begynder!" "Potchama Tai Subomī! Hikari Hatsu Batoru!!" (ポッチャマ対スボミー！ヒカリ初バトル！！)                          | 5. oktober 2006    | 8. marts 2008        |
| 473         | 05          | "Goddag til Turtwig!" "Naetoru! Getto da ze!" (ナエトル！ゲットだぜ！)                                                                 | 19. oktober 2006   | 8. marts 2008        |
| 474         | 06          | "Hver mand sin kempstil!" "Mayoi no Mori! Shinji Futatabi!!" (迷いの森！シンジふたたび！！)                                            | 26. oktober 2006   | 15. marts 2008       |
| 475         | 07          | "Et pip fra Piplup!" "Potchama Ganbaru!!" (ポッチャマがんばる！！)                                                                     | 2. november 2006   | 15. marts 2008       |
| 476         | 08          | "Salløgne!" "Nazo no Jimu no Guregguru!" (なぞのジムのグレッグル！)                                                                    | 9. november 2006   | 22. marts 2008       |
| 477         | 09          | "Verden ifølge Buneary!" "Mimiroru to Asobō!?" (ミミロルとあそぼう！？)                                                                | 16. november 2006  | 22. marts 2008       |
| 478         | 10          | "Jeg finder mig ikke i noget!" "Poketchi Nyūshu Konnan!?" (ポケッチ入手困難！？)                                                       | 30. november 2006  | 29. marts 2008       |
| 479         | 11          | "I gang som koordinator!" "Hikari! Kontesuto Debyū!!" (ヒカリ！コンテストデビュー！！)                                                 | 7. december 2006   | 29. marts 2008       |
| 480         | 12          | "En rivals ankomst!" "Kontesuto Batoru! Raibaru Taiketsu!!" (コンテストバトル！ライバル対決！！)                                       | 14. december 2006  | 5. april 2008        |
| 481         | 13          | "En Staravia fødes!" "Mukkuru Ganbaru!" (ムックルがんばる！)                                                                           | 21. december 2006  | 5. april 2008        |
| 482         | 14          | "Lad Brocko klare det!" "Takeshi ni Omakase!" (タケシにおまかせ！)                                                                     | 21. december 2006  | 12. april 2008       |
| 483         | 15          | "Sådan toner fremtiden sig!" "Kurogane Jimu! Hyōta Tai Shinji!!" (クロガネジム！ヒョウタVSシンジ！！)                                  | 11. januar 2007    | 12. april 2008       |
| 484         | 16          | "En optræden, der vil blive husket!" "Zugaidosu Tai Pikachū!" (ズガイドスVSピカチュウ！)                                               | 18. januar 2007    | 19. april 2008       |
| 485         | 17          | "Besøg fra fortiden!" "Kodai Pokemon Daishingeki!!" (古代ポケモン大進撃！！)                                                           | 25. januar 2007    | 19. april 2008       |
| 486         | 18          | "I kamp mod Rampardos!" "Kurogane Jimu Futatabi! Kessen Ramuparudo!!" (クロガネジムふたたび！決戦ラムパルド！！)                       | 1. februar 2007    | 26. april 2008       |
| 487         | 19          | "Brændt barn skyr ild!" "Pachirisu Getto de...Daijōbu!?" (パチリスゲットで…大丈夫！？)                                                 | 8. februar 2007    | 26. april 2008       |
| 488         | 20          | "Mytteri i lasten!" "Pokémon Hantā Jē!" (ポケモンハンターJ！)                                                                          | 22. februar 2007   | 3. maj 2008          |
| 489         | 21          | "Nu er det tid til evolution!" "Saikyō no Koikingu to Mottomo Utsukushī Hinbasu!" (最強のコイキングと最も美しいヒンバス！)             | 1. marts 2007      | 3. maj 2008          |
| 490         | 22          | "At låne i ond tro!" "Pachirisu Tai Eipamu! Kontesuto Batoru!!" (パチリスVSエイパム！コンテストバトル！！)                             | 8. marts 2007      | 10. maj 2008         |
| 491         | 23          | "Mødet med Steelix' jernvilje!" "Bakusō Haganēru! Bippa no Mura o Mamore!!" (爆走ハガネール！ビッパの村を守れ！！)                     | 15. marts 2007     | 10. maj 2008         |
| 492         | 24          | "Vi bager på en sød historie!" "Taiketsu! Satoshi Tai Pikachū!?" (対決！サトシ対ピカチュウ！？)                                        | 29. marts 2007     | 17. maj 2008         |
| 493         | 25          | "Kan du bage poffins?" "Kaiketsu Rozureido to Hana Densetsu!" (怪傑ロズレイドと花伝説！)                                               | 29. marts 2007     | 17. maj 2008         |
| 494         | 26          | "Sommerfugle i maven!" "Pokemon Kontesuto! Sonō Taikai!!" (ポケモンコンテスト！ソノオ大会！！)                                         | 5. april 2007      | 24. maj 2008         |
| 495         | 27          | "Det er regnskabets time!" "Kessen! Potchama Tai Pottaishi!!" (決戦！ポッチャマVSポッタイシ！！)                                       | 5. april 2007      | 24. maj 2008         |
| 496         | 28          | "Drifloon i vinden!" "Fuwante to Kitakaze no Tsukai!" (フワンテと北風の使い！)                                                         | 12. april 2007     | 31. maj 2008         |
| 497         | 29          | "Mestertvillingern!" "Satoshi to Hikari! Taggu Batoru de Daijōbu!?" (サトシとヒカリ！タッグバトルで大丈夫！？)                         | 12. april 2007     | 31. maj 2008         |
| 498         | 30          | "En sødmefuld fortryllelse!" "Hakutai no Mori! Minomutchi Shinka Sakusen!!" (ハクタイの森！ミノムッチ進化作戦！！)                     | 19. april 2007     | 7. juni 2008         |
| 499         | 31          | "Græstypen er altid grønnere!" "Naetoru Tai Naetoru! Supīdo Taiketsu!!" (ナエトル対ナエトル！スピード対決！！)                         | 26. april 2007     | 7. juni 2008         |
| 500         | 32          | "Combee ser rødt!" "Kohaku no Shiro no Bīkuin!" (琥珀の城のビークイン！)                                                               | 3. maj 2007        | 14. juni 2008        |
| 501         | 33          | "I fuld udklædning og med håret tilbage!" "Suki Desu! Pokemon Narikiri Taikai!!" (スキです！ポケモンなりきり大会！！)                  | 10. maj 2007       | 14. juni 2008        |
| 502         | 34          | "Buizel, din bulldozer!" "buizeru ！ saikyō e no michi ！ ！" 'Buoysel! Vejen mod at blive den stærkeste!!' (ブイゼル！最強への道！！) | 17. maj 2007       | 21. juni 2008        |
| 503         | 35          | "Mødet med en af de bedste!" "Shitennō Goyō to Dōtakun!" (四天王ゴヨウとドータクン！)                                                  | 24. maj 2007       | 21. juni 2008        |
| 504         | 36          | "En hemmelig sfære af indflydelse!" "Shin'ō Jikū Densetsu!" (シンオウ時空伝説！)                                                       | 31. maj 2007       | 28. juni 2008        |
| 505         | 37          | "Græsmenageriet!" "Hakutai Jimu! Tai Natane!!" (ハクタイジム！VSナタネ！！)                                                            | 7. juni 2007       | 28. juni 2008        |
| 506         | 38          | "En Happiny i familien!" "Bakutan! Saikuringu Rōdo!!" (爆誕！サイクリングロード！！)                                                   | 21. juni 2007      | 5. juli 2008         |
| 507         | 39          | "Pokémon på krydstogt!" "Pikachū no Orusuban!" (ピカチュウのおるすばん！)                                                              | 5. juli 2007       | 5. juli 2008         |
| 508         | 40          | "Topstyret træning!" "Chanpion, Shirona Tōjō!!" (チャンピオン・シロナ登場！！)                                                         | 19. juli 2007      | 12. juli 2008        |
| 509         | 41          | "Rejs jer op, og sid ned!" "Hikari to Nozomi to Daburu Pafōmansu!!" (ヒカリとノゾミとダブルパフォーマンス！！)                         | 26. juli 2007      | 12. juli 2008        |
| 510         | 42          | "En elektrificerende Electrike!" "Rakurai Kunren Sentā!!" (ラクライ訓練センター！！)                                                   | 9. august 2007     | 19. juli 2008        |
| 511         | 43          | "Mareridt i Eventyrland!" "Mūmāji! Akumu kara no Dasshutsu!!" (ムウマージ！悪夢からの脱出！！)                                         | 16. august 2007    | 19. juli 2008        |
| 512         | 44          | "Hip, hip, Hippopotas!" "Maigo no Hipopotasu o Tasukero!" (迷子のヒポポタスを助けろ！)                                                 | 23. august 2007    | 26. juli 2008        |
| 513         | 45          | "En ondsindet jæger!" "Hantā Jē Futatabi! Tatetopusu o Mamore!!" (ハンターJ再び！タテトプスを守れ！！)                                 | 30. august 2007    | 26. juli 2008        |
| 514         | 46          | "Gigantisk, labyrintisk!" "Meiro de Shaffuru! Minna de Hassuru!!" (迷路でシャッフル！みんなでハッスル！！)                             | 13. september 2007 | 2. august 2008       |
| 515         | 47          | "Sandshrow skal findes!" "Miru to Kēshī to Mizu no Soko!" (ミルとケーシィと水の底！)                                                   | 27. september 2007 | 2. august 2008       |
| 516         | —           | "—" "Satoshi to Hikari! Aratanaru Bōken ni Mukatte!!" (サトシとヒカリ！新たなる冒険に向かって！！)                                     | 27. september 2007 | Ikke sendt i Danmark |
| 517         | 48          | "Dawns tidlige exit!" "Pokemon Kontesto! Yosuga Taikai!!" (ポケモンコンテスト！ヨスガ大会！！)                                         | 4. oktober 2007    | 30. august 2008      |
| 518         | 49          | "Tag! Vi er den...!" "Zen'in Sanka! Taggu Batoru!!" (全員参加！タッグバトル！！)                                                       | 4. oktober 2007    | 30. august 2008      |
| 519         | 50          | "Flammende storhed!" "Hikozaru Tai Zangūsu! Unmei no Batoru!!" (ヒコザルVSザングース！運命のバトル！！)                                | 18. oktober 2007   | 6. september 2008    |
| 520         | 51          | "Det lugter af holdånd!" "Taggu Batoru! Fainaru!!" (タッグバトル！ファイナル！！)                                                      | 25. oktober 2007   | 6. september 2008    |

## Stemmer
| Karakter    | Japansk            | Dansk                |
| ----------- | ------------------ | -------------------- |
| Ash Ketchum | Rika Matsumoto     | Mathias Klenske      |
| Pikachu     | Ikue Ōtani         | Ikue Ōtani           |
| Brock       | Yūji Ueda          | Peter Holst-Beck     |
| Dawn        | Megumi Toyoguchi   | Annevig Schelde Ebbe |
| Jessie      | Megumi Hayashibara | Ann Hjort            |
| James       | Shinichiro Miki    | Thomas Kirk          |
| Meowth      | Inuko Inuyama      | Peter Zhelder        |
| Fortæller   | Unshō Ishizuka     | Torben Sekov         |

## Hjemmeudgivelser
I Japan er sæsonen blevet fuldt udgivet til udlejning, men købeudgivelser er begrænset til visse afsnit. Sæsonen har fået en komplet hjemmeudgivelse på engelsk i USA og Australien på nær det usendte afsnit.
I Danmark har denne sæson ikke set nogen form for hjemmeudgivelse.